# ماثيو بايوكو
ماثيو بايوككو (بالإيطالية: Matteo Baiocco)‏ مواليد 23 أبريل 1984 في أوزيمو، إيطاليا، هو متسابق دراجات نارية إيطالي. نافس في بطولة العالم للسوبربايك وبطولة العالم للسوبرسبورت.

## روابط خارجية
- ماثيو بايوكو على موقع WorldSBK.com (الإنجليزية)
- ماثيو بايوكو على موقع CONI honoured athlete website (الإيطالية)